# Secret défense en France
Pour un article plus général, voir Secret défense.
En France, le secret de la défense nationale est une protection légale comptant plusieurs niveaux qui permet de restreindre l’accès à certaines informations, intéressant celles-ci aux seuls personnels qualifiés pour les connaître.
En 2018, 400 000 personnes étaient habilitées au secret-défense dans l’appareil d’État, dont 4 000 officiers de sécurité dans les entreprises et les administrations pour 5 millions de documents classifiés.

## Historique
Après le décret de la Convention du 16 juin 1793 et le code pénal de 1810 punissant de mort l’espionnage puis l’intelligence avec une puissance étrangère, la loi du 18 avril 1886 établit la protection juridique des plans, des écrits et des documents secrets intéressant la défense du territoire et la sûreté extérieure de l’État.
L’expression « secret de la Défense nationale » apparaît dans un décret-loi du 29 juillet 1939. Le secret de la défense nationale a alors été défini comme étant des « renseignements d’ordre militaire, diplomatique, économique ou industriel qui, par leur nature, ne doivent être connus que des personnels qualifiés pour les détenir et doivent, dans l’intérêt de la Défense nationale, être tenus secrets à l’égard de tout autre personne ».
Dans la formulation de l'ordonnance 60-529, l'article 75 de l'ancien code pénal était :
« article 75 : Sera puni de la détention criminelle à temps de dix à vingt ans, tout gardien, tout dépositaire par fonction ou par qualité d'un renseignement, objet, document ou procédé qui doit être tenu secret dans l'intérêt de la Défense nationale ou dont la connaissance pourrait conduire à la découverte d'un secret de la Défense nationale qui, sans intention de trahison ou d'espionnage, l'aura :
1° Détruit, soustrait, laissé détruire ou soustraire, reproduit ou laissé reproduire ;
2° Porté ou laissé porter à la connaissance d'une personne non qualifiée ou du public.
La peine sera celle de la détention criminelle à temps de cinq à dix ans si le gardien ou le dépositaire a agi par maladresse, imprudence, inattention, négligence ou inobservation des règlements. »
Sous cette formulation, le caractère secret ou non d'un document devait faire l'objet d'un examen de fond. Il en résultait une insécurité juridique, puisque les usagers n'étaient pas en mesure de déterminer simplement ce qui relevait effectivement de l'« intérêt de la Défense nationale ».
Les juges demandaient, en pratique, l'avis du Gouvernement sur le point de savoir si l'information était couverte par le secret. La Cour de cassation avait cependant rappelé qu'il n'y avait aucune obligation de demander cet avis, ni de le suivre.
En 1981, le décret 81-514 reprend les mêmes désignations de « renseignement, objet, document ou procédé qui doit être tenu secret » du code pénal (art. 75), pour dire qu’ils « font l'objet d'un classement » à trois niveaux :
« Les renseignements, objets, documents, procédés intéressant la Défense nationale et la Sûreté de l’État qui doivent être tenus secret font l'objet d'un classement comprenant trois niveaux de protection :
1° Très Secret-Défense ;
2° Secret-Défense ;
3° Confidentiel-Défense. »
De ce fait, les documents « confidentiel Défense » marqués après 1981 relèvent pour l'administration de la protection instaurée par l’article 75 du code pénal, alors que les documents antérieurs n’en relevait pas nécessairement. Mais même si le décret inverse la charge de la preuve dans ce cas, le caractère secret reste soumis à l'appréciation du juge de fond.
Cette logique est inversée en 1992, avec l'article 413-9 du nouveau code pénal :

« Présentent un caractère de secret de la Défense nationale au sens de la présente section les procédés, objets, documents, informations, réseaux informatiques, données informatisées ou fichiers intéressant la Défense nationale qui ont fait l'objet de mesures de classification destinées à restreindre leur diffusion ou leur accès. »

Dans ce nouveau régime, le secret-défense ne procède plus que d'un acte officiel de qualification. Le juge pénal compétent pour réprimer les atteintes au secret-défense se borne à constater l'existence d'une mesure administrative de protection, sans se prononcer sur son bien-fondé. Tout en assurant une meilleure sécurité juridique, cette définition a permis au pouvoir de classer secret des documents ou des informations qui ne relevaient pas du domaine de protection originellement visé par le législateur, permettant par exemple de dissimuler certains agissements potentiellement délictueux du pouvoir exécutif.
En 2019, un arrêté du 13 novembre , vient réduire le nombre de niveaux à seulement deux dans un souci d'uniformisation et simplification pour des échanges de données. La SGDSN était venue une nécessité de mettre « avec nos principaux alliés nos niveaux de classification », alors que les échanges avec ces derniers augmentaient de « manière exponentielle », pour l'instant ce changement est programmé pour 2021.

## Généralités
La législation du « secret de la défense nationale » est définie dans le code pénal. Elle fut modifiée pour la dernière fois à l’occasion de la loi no 2009-928 du 29 juillet 2009 relative à la programmation militaire pour les années 2009 à 2014 et portant diverses dispositions concernant la Défense. Elle précise :

« Présentent un caractère de secret de la Défense nationale au sens de la présente section les procédés, objets, documents, informations, réseaux informatiques, données informatisées ou fichiers intéressant la Défense nationale qui ont fait l’objet de mesures de classification destinées à restreindre leur diffusion ou leur accès. »

« Peuvent faire l’objet de telles mesures les procédés, objets, documents, informations, réseaux informatiques, données informatisées ou fichiers dont la divulgation ou auxquels l’accès est de nature à nuire à la Défense nationale ou pourrait conduire à la découverte d’un secret de la Défense nationale. »

## Mise en œuvre de la protection des informations par le SGDSN
Sous l’autorité du Premier ministre, le secrétaire général de la Défense et de la Sécurité nationale est chargé d’étudier, de prescrire et de coordonner sur le plan interministériel les mesures propres à assurer la protection des secrets intéressant la défense nationale.
À ce titre, ils proposent, diffusent, font appliquer et contrôler les mesures permettant de restreindre l’accès aux informations les plus sensibles, dont celles dans les rapports entre la France et les États étrangers. Ainsi, la France a signé 41 accords généraux de sécurité avec des États étrangers, sachant que, dans le cadre des exportations d’armement, le volet protection du secret est majeur.
Il a aussi la possibilité en toutes circonstances de saisir, par l’intermédiaire des ministres intéressés, les services qui concourent à la répression des délits.
Les attributions de sécurité de défense définies ci-dessus n’affectent pas les responsabilités propres des ministres en cette matière.
Il assure, en application des accords internationaux, la sécurité des informations classées secrètes confiées à la France et définit les mesures propres à assurer la protection des informations nationales confiées à des États étrangers ou à des organisations internationales.
Depuis 1952, ce secrétariat a rédigé sept instructions générales interministérielles (IGI) sur la protection du secret de la défense nationale, soit environ une tous les dix ans.

## Niveaux de classification
La réglementation autour de la « protection du secret de la défense nationale » est définie dans le code de la Défense, qui définit deux niveaux (par ordre décroissant de confidentialité) : Très Secret et Secret.
En décembre 2019, il est décidé de passer à partir du 1er juillet 2021 de trois niveaux de classification (Confidentiel-Défense, Secret-Défense et Très Secret-Défense) à deux (Secret et Très Secret), avec au sein du niveau « Très Secret » une classification spéciale « X secret » pour les informations les plus sensibles. Très Secret et Secret sont les nouvelles appellations de Secret Défense et Confidentiel Défense. Le niveau de classification au titre du secret est apposé sur chaque information.
L'objectif est, d’une part, de faciliter les échanges d’informations classifiées avec les partenaires de la France dans un cadre bilatéral, notamment les États-Unis et le Royaume-Uni, qui ont des classifications équivalentes, mais aussi dans l’OTAN et au sein de l’Union européenne (UE), qui ont édicté des cadres communs ; d’autre part, de rendre plus vertueux l’usage de la classification.
En pratique, la grande majorité des informations « confidentiel-défense » seront reclassées « secret-défense » (10 % des documents aujourd’hui). La classification spéciale « X secret » sera pour sa part apposée sur les informations accessibles seulement à des groupes très restreints de personnes (moins d’une dizaine) et bénéficiant de réseaux de transmission particuliers.

### Secret

Timbre Secret

Par définition, ce niveau « est réservé aux informations ou supports dont la divulgation ou auxquels l’accès est de nature à porter atteinte à la défense et à la sécurité nationale ».
L'ancienne appellation de Secret était : « Confidentiel Défense ».
Dans les conditions fixées par le Premier ministre, les informations ou supports protégés classés au niveau Secret, ainsi que les modalités d’organisation de leur protection, sont déterminés par chaque ministre pour le département dont il a la charge.

### Très Secret

Timbre Très Secret

Par définition, ce niveau « est réservé aux informations ou supports protégés dont la divulgation ou auxquels l’accès aurait des conséquences exceptionnellement graves pour la défense et la sécurité nationale ».
Dans les conditions fixées par le Premier ministre, les informations ou supports protégés classés au niveau Très Secret, ainsi que les modalités d’organisation de leur protection, sont déterminés par chaque ministre pour le département dont il a la charge.
Sans autorisation préalable de l'autorité émettrice, la reproduction totale d'informations ou de supports protégés n'est possible qu'en cas d'urgence exceptionnelle.
L'ancienne appellation de Très Secret était Secret-Défense.
Par ailleurs, le niveau Très Secret peut faire l'objet d'une classification spéciale pour les informations ou supports concernant des priorités gouvernementales en matière de défense et de sécurité nationale. Cette classification spéciale correspond à l'ancien niveau « Très Secret - Défense ». Chacune des classifications spéciales porte un nom de code :
- « Très Secret Conseil », pour le conseil de Défense et de Sécurité nationale (CDSN) ;
- « Très Secret Vulcain », pour les armes nucléaires militaires françaises[22] ;
- « Très Secret Rubis » (TSR), pour leur emploi[22] ;
- « Très Secret Habile »[22] ;
- « Très Secret Olifant »[22],[23] ;
- « Très Secret Cosmic » (Control of secret material in an international command), pour l'OTAN (« NATO COSMIC TOP SECRET » en anglais)[24] ;
- « Très Secret Diamant », pour les rapports des activités de renseignement, de police et certains aspects de la vie d'hommes politiques[25] ;
- « Très Secret Dalia », pour la lutte informatique active (LIA)[26]

### Mentions de protection hors classification

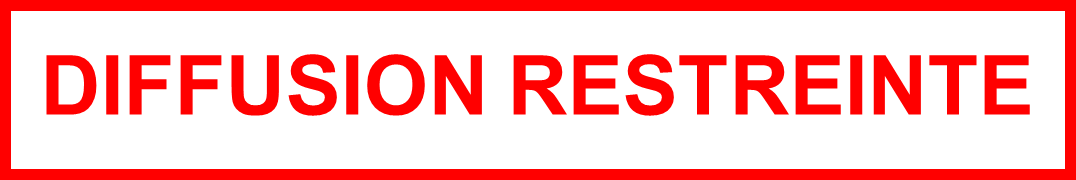
Timbre Diffusion Restreinte

En plus des clauses de confidentialité souvent utilisées par les entreprises privées, certains documents sensibles peuvent porter une mention de restriction telle que « Secret Industrie », « Diffusion Restreinte » ou « Confidentiel Médical ». Mais ce type de mention ne rentre pas dans le cadre de la protection pénale liée au secret de la défense nationale et n'a qu'un but d'information sur la politique de diffusion. En cas de divulgations sans préjudices, elles n'exposent qu'à des sanctions disciplinaires ou professionnelles.
« Spécial France » n'est pas un niveau de classement. C'est une mention qui signifie que les ressortissants étrangers ne peuvent en aucun cas avoir accès au document, que ce soit partiellement ou totalement.

## Règles d'accès aux informations protégées
Nul n’est qualifié pour connaître des informations ou supports protégés s’il n’a fait au préalable l’objet d’une décision d’habilitation et s’il n’a besoin de les connaître pour l’accomplissement de sa fonction ou de sa mission.
La décision d’habilitation précise le niveau de classement des informations ou supports protégés dont le titulaire peut connaître. Elle intervient à la suite d’une procédure définie par le Premier ministre. Elle est prise par le Premier ministre pour le niveau Très Secret-Défense et indique notamment la ou les catégories spéciales auxquelles la personne habilitée a accès. Pour les niveaux de classement Secret-Défense et Confidentiel-Défense, la décision d’habilitation est prise par chaque ministre pour le département dont il a la charge.

## Déclassification
Le niveau de secret d’une information peut être modifié (déclassement) ou supprimé (déclassification).
L’autorité classificatrice doit mentionner le délai de validité de la classification, ou la date à laquelle ce classement sera réexaminée.
Les règles de conservation des archives publiques découlent du souci d’assurer la transparence de la vie publique, lui-même conséquence de l’article 15 de la Déclaration des droits de l’homme et du citoyen de 1789, selon lequel « la société a droit de demander compte à tout agent public de son administration ». La décision du Conseil constitutionnel du 15 septembre 2017 affirme qu'« est garanti par cette disposition le droit d'accès aux documents d'archives publiques », lui donnant ainsi un fondement constitutionnel (et tout en reconnaissant qu'il peut faire l'objet de limitations définies par la loi).

### À la demande d'une juridiction
Le secret de la défense nationale est entièrement opposable au juge.
Toutefois, depuis la loi du 8 juillet 1998, une juridiction française peut s'adresser à la commission consultative du secret de la défense nationale (CSDN) pour lui demander un avis sur l'éventuelle déclassification des pièces dont elle a besoin. Celle-ci émet un avis dans les deux mois : favorable à une déclassification partielle ou totale, ou bien défavorable. Cet avis est purement consultatif, mais dans la pratique ses avis sont en majorité suivis.

### De facto par accès de plein droit
Le droit d'accès aux archives publiques est reconnu depuis la décision du 15 septembre 2017 du Conseil constitutionnel se fondant sur l'article 15 de la Déclaration des droits de l’homme et du citoyen de 1789 selon lequel « la Société a le droit de demander compte à tout Agent public de son administration ».
En l'espèce, l'article L213-2 du code du patrimoine prévoit que les archives publiques classifiées sont communicables de plein droit à l'expiration d'un délai de 50 ans, sans prévoir de limitations particulières.
La nouvelle rédaction de l'instruction interministérielle n° 1300 sur la protection du secret de la défense nationale, issue de l'arrêté du 13 novembre 2020, prévoit dans son article 7.6.1. intitulé : "Articulation des dispositions du code pénal et du code du patrimoine" que "Aucun document classifié, même à l'issue du délai de communicabilité de cinquante ans, ne peut être communiqué tant qu'il n'a pas été formellement démarqué par l'apposition d'un timbre de déclassification".
Cet article 7.6.1. a néanmoins été déclaré illégal et annulé par le Conseil d’État dans un arrêt Association des archivistes français et autres du 2 juillet 2021. Depuis cette date, par conséquent, l’accès aux archives classifiées est de nouveau possible sans procédure préalable une fois expirés les délais légaux de non-communication.

## Archivage et communication publique
À l’issue de leur période d’utilisation, les documents classifiés peuvent soit être détruits, soit être versés aux services d’archives. Les informations Très Secret ne peuvent pas être versées à un service d’archives.
Un document Secret versé aux archives publiques est communicable de plein droit à l’expiration du délai de cinquante ans à compter de sa date d'émission ou de celle du document Secret le plus récent inclus dans le dossier. Il n'a pas besoin d'être déclassifié, comme le Conseil d’État l'a confirmé dans son arrêt du 2 juillet 2021. Ce délai est, en certaines circonstances, porté à soixante-quinze ans ou à cent ans. Un document peut être incommunicable quel que soit le délai écoulé. Ainsi ne peut en aucun cas être consultée une archive dont la communication présente le risque de diffuser des informations relatives aux armes de destruction massive.

## Archives classées Secret-Défense
Au mois de juillet 2021, le Parlement et le Conseil d'État français discutent l'accès aux archives militaires françaises classées Secret. Des archives, notamment celles concernant la guerre d'Algérie, nécessaires pour le travail des historiens et des chercheurs.

## Transport d'une information secrète
- L'expédition se fait sous double enveloppe présentant des conditions de sécurité et de solidité de nature à assurer au maximum son intégrité physique : enveloppe extérieure plastifiée et numérotée, enveloppe intérieure avec une sécurité de bonne qualité (« toilée » ou « armée »).
- La réception, se fait avec une vérification de l'intégrité de l'emballage et l'enregistrement du document.

Pour l'étranger, seuls sont autorisés le courrier militaire spécialisé, la valise diplomatique ou la lettre de courrier (service de la valise diplomatique du Ministère des Affaires étrangères). Le transport est obligatoirement assuré par un convoyeur autorisé ou par une personne habilitée, sous réserve que la sacoche ne dépasse pas vingt kilogrammes. La lettre doit obligatoirement avoir un cachet apparent comportant la mention « PAR VALISE ACCOMPAGNEE-SACOCHE ». La convention de Vienne sur les relations diplomatiques interdit toute mise en demeure par les autorités étrangères de leur soumettre le courrier et stipule que « la valise diplomatique ne doit être ni ouverte, ni retenue ».

## Inventaire ministériel
Chaque ministre fait procéder une fois par an à l'inventaire des informations et des supports classifiés (ISC) des deux niveaux de classification (SECRET et TRÈS SECRET) :
- Les informations classifiées au niveau SECRET doivent être inventoriées par les détenteurs sous la supervision de l'Officier de sécurité (OS) ou celle du Bureau de protection du secret s'il existe;
- Les informations classifiées au niveau TRÈS SECRET doivent être inventoriées par les détenteurs sous la supervision du Bureau de protection du secret.

Cet inventaire annuel permet de contrôler leur conservation et de s'assurer de leur présence non seulement comptable, mais aussi physique.
Le résultat des inventaires est adressé au secrétaire général de la défense et de la sécurité nationale par le Haut fonctionnaire de défense et de sécurité du ministère.

## Compromission
Le fait de détruire, reproduire ou diffuser de telles informations sont des délits passibles de 75 000 € d’amende et de cinq ans d’emprisonnement (articles 413-11 et 413-11-1 du Code pénal). D’autres délits sont prévus comme la négligence ou le fait d’accéder à un lieu classé secret pour une personne non habilitée,,. En 2008, le ministère de l’Intérieur aurait relevé 677 affaires d’atteinte aux intérêts fondamentaux de la Nation — catégorie dans laquelle entre la compromission d’informations classées — pour 461 en 2007.
La rapidité et la discrétion de l'intervention ont une importance primordiale pour limiter les conséquences de la compromission des informations ou supports protégés.
Il est rendu compte immédiatement de toute découverte de compromission possible à l'autorité hiérarchique et au responsable de sécurité de l'organisme concerné. Il faut prévenir :
- le service compétent du ministère de l'Intérieur chargé de procéder à l'enquête sous le contrôle de l'autorité judiciaire ;
- le Haut fonctionnaire de défense et de sécurité (HFDS) du ministère intéressé ;
- le secrétaire général de la défense et de la sécurité nationale (SGDSN).

## Secret défense et secret des sources d'information des journalistes
Selon l'avocat Christophe Bigot, si le journaliste est bien soumis au secret défense, les condamnations pénales de journalistes pour atteinte au secret de la défense nationale sont rarissimes. Les procédures pénales sont également peu fréquentes. Ainsi, « nous sommes face à deux systèmes de droit qui s’entrechoquent. Dans tous les cas de figure, il doit y avoir une mise en balance entre le droit du public à être informé et le secret-défense », et l'intérêt du public peut prévaloir au nom de l’article 10 de la Convention européenne des droits de l’homme.
En octobre 2018, une procédure pour compromission du secret de la défense nationale ouverte contre deux journalistes du Monde, est classée sans suite. Les journalistes mis en cause décrivaient la préparation, en août 2013, d’un bombardement de bases militaires du régime de Bachar Al-Assad, en rétorsion des attaques chimiques présumées du président syrien. Ce document était classé « confidentiel défense ».
La première enquête de Disclose, publiée en avril 2019, se fonde sur une note du renseignement militaire français, qui indique que des armes fournies par la France à l'Arabie saoudite et aux Émirats arabes unis peuvent, en contradiction du discours officiel, être utilisées dans le cadre de la guerre civile au Yémen, provoquer la mort de populations civiles,, et servir une « stratégie de la famine ». Après qu'une plainte a été déposée par le ministère des Armées, le parquet de Paris ouvre une enquête préliminaire et deux journalistes, cofondateurs de Disclose, de même qu'un de leurs confrères de la cellule d'investigation de Radio France, sont convoqués par la Direction générale de la Sécurité intérieure (DGSI) en tant que suspects libres pour « compromission du secret de la défense nationale ». Disclose, Arte Info, Konbini et Mediapart estiment que « cette enquête de police est une atteinte à la liberté de la presse, qui suppose le secret des sources d’information des journalistes ». De nombreuses sociétés de journalistes publient le 25 avril une tribune de soutien aux journalistes convoqués,.

## Critiques
Le Parti pirate de France comme de nombreux partis suivant cette appellation appellent à une transparence des données ou bien des marchés publics parmi lesquels figurent les ventes d'armes pour lesquels la transparence n'est que limitée et donc non-généralisée.